# Jack Sparling
Jack Sparling, né le 21 juin 1916 et mort le 15 février 1997, est un dessinateur de comics américain.

## Biographie
Jack Sparling, naît le 21 juin 1916. Après des études d'art à La Nouvelle-Orléans il crée en 1939, avec les scénaristes Drew Pearson et Robert S. Allen le comic strip Hap Hopper, Washington Correspondent qui sera repris en 1943 par Al Plastino. Il travaille ensuite pour l'éditeur Parents' Magazine Press puis pour Lev Gleason Publications ou Fawcett Comics. De 1943 à 1948, il dessine le strip Claire Voyant. Dans les années 1950 il dessine pour plusieurs éditeurs, dont Harvey Comics et Charlton Comics, sans s'attarder à un genre précis. Dans les années 1960, il contribue au magazine d'horreur Eerie publié par Warren Publishing, de 1964 a 1966, il dessine le comic book Naza Stone Age Warrior para a Dell Comics et dessine le strip Honor Eden qu'il garde jusqu'en 1972. Par la suite il multiplie les éditeurs, DC Comics, Marvel Comics et surtout Gold Key Comics où il dessine des épisodes de Twilight Zone et de Turok. Il meurt le 15 février 1997.